# ロラン・バルト
ロラン・バルト（Roland Barthes、1915年11月12日 - 1980年3月26日）は、フランスの哲学者、記号学者、批評家。高等研究実習院（École pratique des hautes études）教授、コレージュ・ド・フランス教授を歴任した。

## 思想・作風
シェルブールに生まれ、バイヨンヌに育つ。ソシュール、サルトルの影響を受け、エクリチュールについて独自の思想的立場を築いた。歴史家にとどまらないミシュレの活動に着目した『ミシュレ』、『作者の死』の一編を収めた『物語の構造分析』、フランスのさまざまな文化・慣習を分析した『神話作用』、衣服などの流行を論じた『モードの体系』、バルザックの中編を過剰に詳細に分析した『S/Z』、自伝の形をとりながら自伝ではない『彼自身によるロラン・バルト』、写真に対して抱く、感動に満ちた関心の中で道徳的、政治的な教養(文化)という合理的な仲介物を仲立ちとしている、いわば教養文化を通して感じられる「ストゥディウム(studium)」、そのストディウムをかき乱し、印象に残る細部として表象される「プンクトゥム(punctum)」という二つの概念で論じた遺作『明るい部屋』など、その活動は幅広いが、一貫しているのは、文学への愛(『零度のエクリチュール』、『物語の構造分析』など)と文学作品や映画、演劇、写真などによる作者の主体として発信されるメッセージに対して、そのメッセージを受け取る享受者による解釈の可能性についての考察(『明るい部屋』、『神話作用』)である。

## 作者の死
バルトの仕事の中でも頻繁に議論されるのが、『物語の構造分析』に収録されている「作者の死」である。本稿でバルトは、現代においても、大きな支配的な概念となっている「作者」という概念に疑問を投げかける。私たちは、ある芸術作品を鑑賞するとき、その作品の説明をその作品を生み出した作者に求めがちである。これは、作品を鑑賞するということは、作者の意図を正確に理解することであるという発想である。このことから、たとえばボードレールの作品はボードレールという人間の挫折のことであり、ヴァン・ゴッホの作品とは彼の狂気であるという発想が導き出せる。しかし、バルトは、この発想を「打ち明け話である」として批判する。このように作者＝神という発想ではなく、作品とはさまざまなものが引用された織物のような物であり、それを解くのは読者であるとして、芸術作品に対してこれまで受動的なイメージしかなかった受信者の側の創造的な側面を本稿で強調した。この概念は、後年のバルトの作品でもよく言及されている。たとえば、『テクストの快楽』においても、この概念についての論考が見られる(『テクストの快楽』p120)

## 生涯
幼くして父を亡くし、女手一つで育てられたバルトは、非常に母親思いであったという。
パリ大学で古典ギリシア文学を学んだあと、結核のために長期間に渡り療養所で暮す。
療養期間を終えたあとは、各地でフランス語講師として働きながら思索をめぐらす。
1953年、『Le Degré zéro de l'écriture』を発表、文学と社会の関係を鋭く分析したこの作品で、一躍時代の寵児になる。1962年から高等研究実習院指導教授。1977年、コレージュ・ド・フランス教授に就任した。1980年2月25日、交通事故にあい、1か月後の3月26日に亡くなった。
バルトは、構造主義者だと見なされる向きを嫌い、常に変容していった思想家だった。また、バルトは、生涯小説を発表することはなかったが、コレージュ・ドフランス講義における、『小説の準備』や『エクリチュールの零度』における書くことである、エクリチュールの論考が示すように、小説を書くことへの希求は常にあったと考えられる。
1970年、日本について独自の分析をした『表徴の帝国』（『記号の国』）も発表している。
1979年の映画『ブロンテ姉妹』に、19世紀の高名な作家ウィリアム・メイクピース・サッカレー役で出演している。ただし、台詞はほとんどない。

## 主な著作
- Le Degré zéro de l'écriture, 1953
  - 『零度の文学』森本和夫訳、現代思潮社、1965年
  - 『零度のエクリチュール』渡辺淳・沢村昂一訳 みすず書房 1971年
  - 『エクリチュールの零度』森本和夫・林好雄訳註 ちくま学芸文庫 1999年 ISBN 448-0085238
  - 『零度のエクリチュール』石川美子訳 みすず書房 2008年。新訳 ISBN 4622073803
- Michelet par lui-même, 1954
  - 『ミシュレ』藤本治訳 みすず書房 1974年、新装版2002年 ISBN 4622051303
- Mythologies, 1957
  - 篠沢秀夫 訳『神話作用』現代思潮社、1967年。ISBN 4329000598。
  - 『現代社会の神話』下澤和義訳、みすず書房 2005年[1]
- Essais Critiques, 1964
  - 『エッセ・クリティック（英語版）』篠田浩一郎・高坂和彦・渡瀬嘉朗訳 晶文社 1972年 ISBN 4794923287
- La Tour Eiffel, 1964
  - 『エッフェル塔』 宗左近・諸田和治訳 審美社 1979年／ちくま学芸文庫 1997年
  - 『エッフェル塔』 花輪光訳 みすず書房 1991年
- Critique et vérité , 1966
  - 『批評と真実』保苅瑞穂訳 みすず書房 2006年
- Système de la mode, 1967
  - 『モードの体系─その言語表現による記号学的分析』佐藤信夫訳、みすず書房 1972年 ISBN 4622019639
- S/Z (1970年)
  - 『S/Z（英語版）─バルザック「サラジーヌ」の構造分析』沢崎浩平訳 みすず書房 1973年 ISBN 4622019663
- L'Empire des signes, 1970
  - 『表徴の帝国』宗左近訳、新潮社「創造の小径」 1974年／ちくま学芸文庫 1996年
- Nouveaux Essais critiques, 1972
  - 『新＝批評的エッセー─構造からテクストへ』花輪光訳 みすず書房 1977年 ISBN 4622004704
- Le Plaisir du texte, 1973
  - 『テクストの快楽』 沢崎浩平訳  みすず書房 1977年 ISBN 4622004712
  - 『テクストの楽しみ』 鈴村和成訳　みすず書房 2017年。新訳
- Roland Barthes par Roland Barthes, 1975
  - 『彼自身によるロラン・バルト』 佐藤信夫訳　みすず書房 1979年 ISBN 4622004798
  - 『ロラン・バルトによるロラン・バルト』 石川美子訳　みすず書房 2018年。新訳
- Fragments d"un discours amoureux, 1977
  - 『恋愛のディスクール・断章（英語版）』三好郁朗訳 みすず書房 1980年、新装版2020年 ISBN 4622004828
  - 完訳 『恋愛のディスクール　セミナーと未刊テクスト』桑田光平ほか全6名訳、水声社 2021年 ISBN　480-100489X
- Leçon, 1978
  - 『文学の記号学─コレ-ジュ・ド・フランス開講講義』花輪光訳 みすず書房 1981年、新装版1998年 ISBN 4622049554
- La Chambre claire, 1980
  - 『明るい部屋─写真についての覚書』花輪光訳 みすず書房 1985年 ISBN 4622004895
- L"Obvie et l"obtus, 1982
  - 『第三の意味─映像と演劇と音楽と』沢崎浩平訳  みすず書房 1984年 ISBN 4622004844
  - 『美術論集─アルチンボルドからポップ・アートまで』沢崎浩平訳 みすず書房 1986年 ISBN 4622004917
- Le Bruissement de la langue, 1984
  - 『言語のざわめき』花輪光訳 みすず書房 1987年 ISBN 4622004542
  - 『テクストの出口』沢崎浩平訳 みすず書房 1987年 ISBN 4622008718
- Incidents（英語版）, 1987
  - 『偶景』沢崎浩平・萩原芳子共訳 みすず書房 1989年 ISBN 4622045311[注釈 1]
- LE GRAIN DE LA VOIX Entretiens 1962-1980
  - 『声のきめ インタビュー集 1962-1980』松島征・大野多加志訳 みすず書房 2018年 ISBN 462207530X

その他の邦訳書
- 『サド、フーリエ、ロヨラ』篠田浩一郎訳 みすず書房 1975年
- 『旧修辞学 便覧』 沢崎浩平訳 みすず書房 1979年
- 『物語の構造分析』 花輪光訳 みすず書房 1979年
- 『映像の修辞学』 蓮實重彦・杉本紀子訳 朝日出版社 1980年／ちくま学芸文庫 2005年
- 『<味覚の生理学>を読む ブリヤ=サヴァラン』 松島征訳 みすず書房 1985年 ISBN 4622089548
- 『作家ソレルス』 岩崎力・二宮正之訳 みすず書房 1986年
- 『記号学の冒険』 花輪光訳 みすず書房 1988年
- 小さな神話 下沢和義訳 青土社 1996年
- 小さな歴史 下沢和義訳 青土社 1996年
- ロラン・バルト 映画論集 諸田和治編訳 ちくま学芸文庫 1998年
- ラシーヌ論 渡辺守章訳 みすず書房 2006年
- 喪の日記　石川美子訳　みすず書房 2009年、新装版2015年
- ロラン・バルト 中国旅行ノート 桑田光平訳　ちくま学芸文庫 2011年
- ロラン・バルト モード論集　山田登世子編訳　ちくま学芸文庫 2011年

### 集成
ロラン・バルト著作集
- Oeuvres complètes de Roland Barthes, 2002／みすず書房、2003-2017年
  1. 文学のユートピア 1942 - 1954　渡辺諒訳
  2. 演劇のエクリチュール 1955 - 1957　大野多加志訳
  3. 現代社会の神話 1957　下澤和義訳
  4. 記号学への夢 1958 - 1964　塚本昌則訳
  5. 批評をめぐる試み 1964　吉村和明訳
  6. テクスト理論の愉しみ 1965 - 1970　野村正人訳
  7. 記号の国 1970 石川美子訳
  8. 断章としての身体 1971 - 1974　吉村和明訳
  9. ロマネスクの誘惑 1975 - 1977　中地義和訳
  10. 新たな生のほうへ 1978 - 1980　石川美子訳

ロラン・バルト講義集成
1. いかにしてともに生きるか コレージュ・ド・フランス講義 1976-1977年度、野崎歓訳、筑摩書房、各・2006年
2. 〈中性〉について コレージュ・ド・フランス講義 1977-1978年度、塚本昌則訳
3. 小説の準備 コレージュ・ド・フランス講義 1978-1979年度と1979-1980年度、石井洋二郎訳

## ロラン・バルト研究（日本語文献）
- ルイ・ジャン・カルヴェ『ロラン・バルト伝』（花輪光訳、みすず書房、1993年）
- 渡辺諒『バルト－距離への情熱』（白水社、2007年）
- 原宏之『〈新生〉の風景』（冬弓舎、2002年）
- グレアム・アレン『ロラン・バルト』（原宏之訳、「シリーズ現代思想ガイドブック」青土社、2006年）
- 鈴村和成『バルト　テクストの快楽』（「現代思想の冒険者たち21」講談社、1996年）
- 遠藤文彦『ロラン・バルト　記号と倫理』（近代文芸社、1998年）
- 石川美子『ロラン・バルト　言語を愛し恐れつづけた批評家』（中央公論新社〈中公新書〉、2015年）
- 『ロラン・バルトの遺産』（石川美子・中地義和訳、みすず書房、2008年）

エリック・マルティ、アントワーヌ・コンパニョン、フィリップ・ロジェ
- ジャン＝ピエール・リシャール『ロラン・バルト　最後の風景』（芳川泰久・堀千晶訳、水声社、2009年）
- ティフェーヌ・サモワイヨ『評伝 ロラン・バルト』（水声社、2023年）

桑田光平・伊澤拓人・伊藤靖浩・黒木秀房・清水雄大・福井有人 訳